# Генріх Валь
Генріх Валь (нім. Heinrich Wahl) - німецький офіцер, оберст (полковник) генштабу вермахту. Кавалер Лицарського хреста Хреста Воєнних заслуг з мечами.

## Нагороди[1]
- Хрест Воєнних заслуг 2-го і 1-го класу з мечами
- Лицарський хрест Хреста Воєнних заслуг з мечами (1 лютого 1945) - нагородження точно не підтверджене.